# Atletismo nos Jogos Olímpicos de Verão de 2016 - 50 km marcha atlética masculina

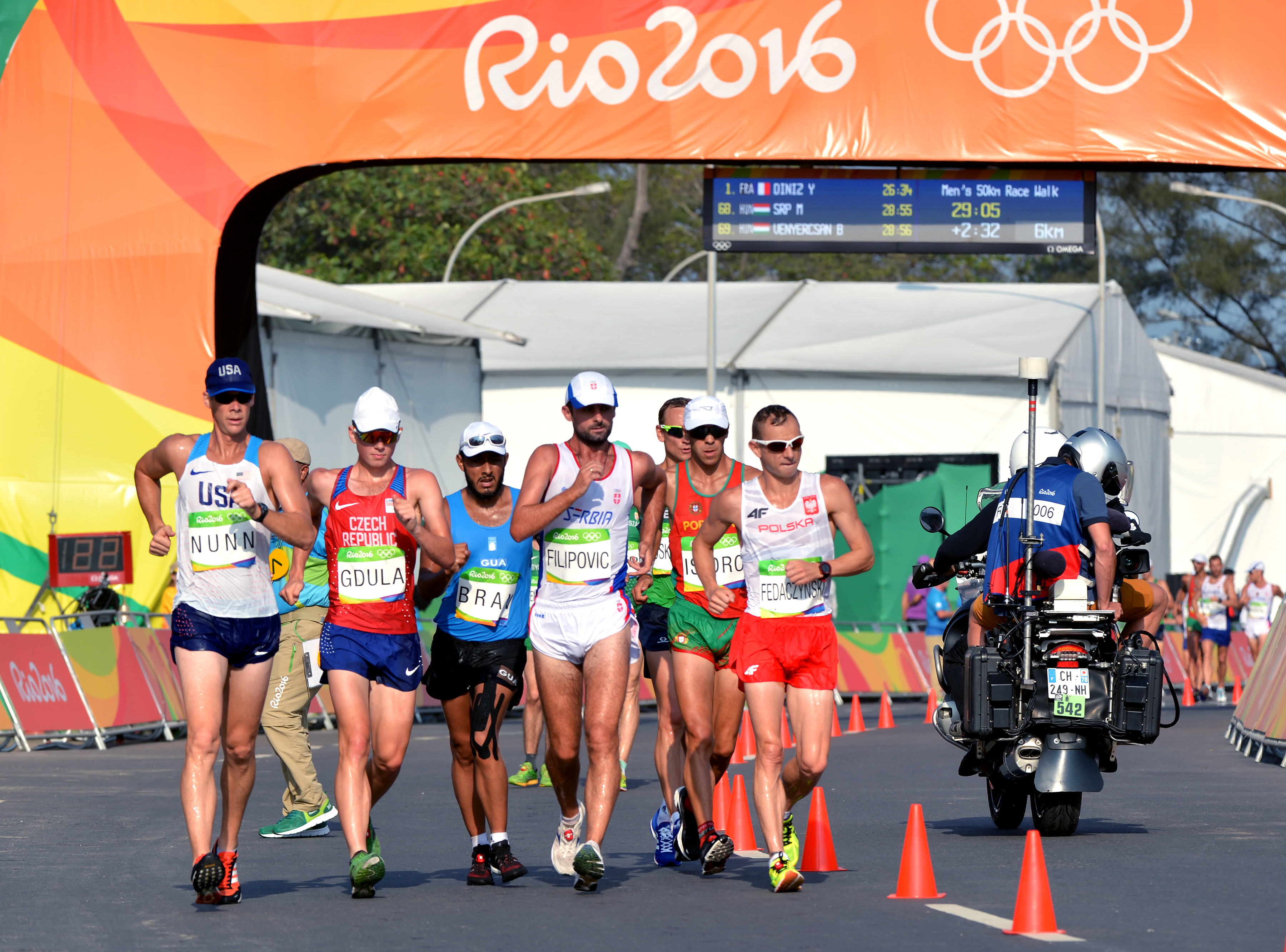
Marchadores durante a disputa da prova.

A competição dos 50 quilômetros de marcha atlética masculina do atletismo nos Jogos Olímpicos de Verão de 2016 aconteceu no dia 19 de agosto no percurso da Praia do Pontal, no Rio de Janeiro.

## Calendário
Horário local (UTC−3).
| Data                | Horário | Fase  |
| ------------------- | ------- | ----- |
| Sexta, 19 de agosto | 9:00    | Final |

## Medalhistas
| Ouro   | SVK Matej Tóth    |
| Prata  | AUS Jared Tallent |
| Bronze | JPN Hirooki Arai  |

## Recordes
Antes desta competição, os recordes mundiais e olímpicos da prova eram os seguintes:
| Tipo | Atleta        | Tempo   | Local   | Data                 |
| ---- | ------------- | ------- | ------- | -------------------- |
|      | Yohann Diniz  | 3:32:33 | Zurique | 15 de agosto de 2014 |
|      | Jared Tallent | 3:36:53 | Londres | 11 de agosto de 2012 |

## Resultados
| Pos.              | Atleta                  | CON                 | Tempo   | Notas                |
| ----------------- | ----------------------- | ------------------- | ------- | -------------------- |
| Medalha de ouro   | Matej Tóth              | SVK Eslováquia      | 3:40:58 |                      |
| Medalha de prata  | Jared Tallent           | AUS Austrália       | 3:41:16 | Recorde da temporada |
| Medalha de bronze | Hirooki Arai            | JPN Japão           | 3:41:24 | Recorde da temporada |
| 4                 | Evan Dunfee             | CAN Canadá          | 3:41:38 | Recorde nacional     |
| 5                 | Yu Wei                  | CHN China           | 3:43:00 |                      |
| 6                 | Robert Heffernan        | IRL Irlanda         | 3:43:55 |                      |
| 7                 | Håvard Haukenes         | NOR Noruega         | 3:46:33 | Recorde pessoal      |
| 8                 | Yohann Diniz            | FRA França          | 3:46:43 |                      |
| 9                 | Caio Bonfim             | BRA Brasil          | 3:47:02 | Recorde nacional     |
| 10                | Chris Erickson          | AUS Austrália       | 3:48:40 | Recorde pessoal      |
| 11                | Wang Zhendong           | CHN China           | 3:48:50 |                      |
| 12                | Quentin Rew             | NZL Nova Zelândia   | 3:49:32 |                      |
| 13                | Horacio Nava            | MEX México          | 3:50:53 |                      |
| 14                | Takayuki Tanii          | JPN Japão           | 3:51:00 |                      |
| 15                | Adrian Błocki           | POL Polônia         | 3:51:31 |                      |
| 16                | Omar Zepeda             | MEX México          | 3:51:35 |                      |
| 17                | Jorge Armando Ruiz      | COL Colômbia        | 3:51:42 | Recorde pessoal      |
| 18                | Serhiy Budza            | UKR Ucrânia         | 3:53:22 | Recorde da temporada |
| 19                | Brendan Boyce           | IRL Irlanda         | 3:53:59 |                      |
| 20                | Jesús Ángel García      | ESP Espanha         | 3:54:29 |                      |
| 21                | Marco De Luca           | ITA Itália          | 3:54:40 |                      |
| 22                | Rafał Augustyn          | POL Polônia         | 3:55:01 |                      |
| 23                | Jarkko Kinnunen         | FIN Finlândia       | 3:55:43 |                      |
| 24                | Rafał Fedaczyński       | POL Polônia         | 3:55:51 |                      |
| 25                | José Leyver Ojeda       | MEX México          | 3:56:07 |                      |
| 26                | Dušan Majdán            | SVK Eslováquia      | 3:58:25 | Recorde da temporada |
| 27                | Kōichirō Morioka        | JPN Japão           | 3:58:59 |                      |
| 28                | Alexandros Papamichail  | GRE Grécia          | 3:59:21 |                      |
| 29                | Jonathan Rieckmann      | BRA Brasil          | 4:01:52 |                      |
| 30                | Ronald Quispe           | BOL Bolívia         | 4:02:00 | Recorde nacional     |
| 31                | Narcis Ștefan Mihăilă   | ROU Romênia         | 4:02:46 | Recorde pessoal      |
| 32                | Pedro Isidro            | POR Portugal        | 4:03:42 |                      |
| 33                | Tadas Šuškevičius       | LTU Lituânia        | 4:04:10 |                      |
| 34                | Rolando Saquipay        | ECU Equador         | 4:07:29 |                      |
| 35                | Sandeep Kumar           | IND Índia           | 4:07:55 |                      |
| 36                | Miguel Carvalho         | POR Portugal        | 4:08:16 |                      |
| 37                | Arnis Rumbenieks        | LAT Letônia         | 4:08:28 |                      |
| 38                | Marc Mundell            | RSA África do Sul   | 4:11:03 |                      |
| 39                | Ivan Banzeruk           | UKR Ucrânia         | 4:11:51 |                      |
| 40                | Brendon Reading         | AUS Austrália       | 4:13:02 |                      |
| 41                | Mario Alfonso Bran      | GUA Guatemala       | 4:15:14 |                      |
| 42                | Vladimir Savanović      | SRB Sérvia          | 4:15:53 |                      |
| 43                | John Nunn               | USA Estados Unidos  | 4:16:12 |                      |
| 44                | Bence Venyercsán        | HUN Hungria         | 4:19:15 |                      |
| 45                | Claudio Villanueva      | ECU Equador         | 4:19:33 |                      |
| 46                | Nenad Filipović         | SRB Sérvia          | 4:25:41 |                      |
| 47                | Han Yucheng             | CHN China           | 4:32:35 |                      |
| 48                | Pavel Chihuán           | PER Peru            | 4:32:37 |                      |
| 49                | Predrag Filipović       | SRB Sérvia          | 4:39:48 |                      |
| –                 | Kim Hyun-sub            | KOR Coreia do Sul   | DNF     |                      |
| –                 | Ivan Trotski            | BLR Bielorrússia    | DNF     |                      |
| –                 | Ihor Hlavan             | UKR Ucrânia         | DNF     |                      |
| –                 | Miguel Ángel López      | ESP Espanha         | DNF     |                      |
| –                 | Carl Dohmann            | GER Alemanha        | DNF     |                      |
| –                 | Hagen Pohle             | GER Alemanha        | DNF     |                      |
| –                 | Matteo Giupponi         | ITA Itália          | DNF     |                      |
| –                 | Mathieu Bilodeau        | CAN Canadá          | DNF     |                      |
| –                 | Arturas Mastianica      | LTU Lituânia        | DNF     |                      |
| –                 | José Leonardo Montaña   | COL Colômbia        | DNF     |                      |
| –                 | Alex Wright             | IRL Irlanda         | DNF     |                      |
| –                 | José Ignacio Díaz       | ESP Espanha         | DNF     |                      |
| –                 | Marius Cocioran         | ROU Romênia         | DNF     |                      |
| –                 | Sándor Rácz             | HUN Hungria         | DNF     |                      |
| –                 | Luis Henry Campos       | PER Peru            | DNF     |                      |
| –                 | Mário dos Santos Júnior | BRA Brasil          | DNF     |                      |
| –                 | Aku Partanen            | FIN Finlândia       | DNF     |                      |
| –                 | Yerenman Salazar        | VEN Venezuela       | DNF     |                      |
| –                 | João Vieira             | POR Portugal        | DNF     |                      |
| –                 | Edward Araya            | CHI Chile           | DSQ     | R 230.7a             |
| –                 | Teodorico Caporaso      | ITA Itália          | DSQ     | R 230.7a             |
| –                 | Andrés Chocho           | ECU Equador         | DSQ     | R 230.7a             |
| –                 | Lukáš Gdula             | CZE República Checa | DSQ     | R 230.7a             |
| –                 | Dominic King            | GBR Grã-Bretanha    | DSQ     | R 230.7a             |
| –                 | Luis López              | ESA El Salvador     | DSQ     | R 230.7a             |
| –                 | Aleksi Ojala            | FIN Finlândia       | DSQ     | R 230.7a             |
| –                 | Park Chil-sung          | KOR Coreia do Sul   | DSQ     | R 230.7a             |
| –                 | Jaime Quiyuch           | GUA Guatemala       | DSQ     | R 230.7a             |
| –                 | James Rendón            | COL Colômbia        | DSQ     | R 230.7a             |
| –                 | Miklós Srp              | HUN Hungria         | DSQ     | R 230.7a             |
| –                 | Martin Tišťan           | SVK Eslováquia      | DSQ     | R 230.7a             |

Legenda
| Recorde mundial      | Recorde mundial (World record)               |                       | Recorde africano                      | Recorde africano (African) |                                           | Q | Classificado por posição (Qualified) |
| Recorde olímpico     | Recorde olímpico (Olympic record)            | Recorde da América    | Recorde da América (Americas)         | q                          | Classificado por melhor tempo (Qualified) |   |                                      |
| Melhor marca do ano  | Melhor marca do ano (World leading)          | Recorde asiático      | Recorde asiático (Asian)              | DNS                        | Não largou (Did not start)                |   |                                      |
| Recorde nacional     | Recorde nacional (National record)           | Recorde europeu       | Recorde europeu (European)            | DNF                        | Não terminou (Did not finish)             |   |                                      |
| Recorde pessoal      | Recorde pessoal do atleta (Personal best)    | Recorde da Oceania    | Recorde da Oceania (Oceania)          | DSQ / DQ                   | Desclassificado (Disqualified)            |   |                                      |
| Recorde da temporada | Recorde da temporada do atleta (Season best) | Recorde sul-americano | Recorde sul-americano (South America) | NM                         | Sem marca (No mark)                       |   |                                      |